# 마다가스카르몽구스아과

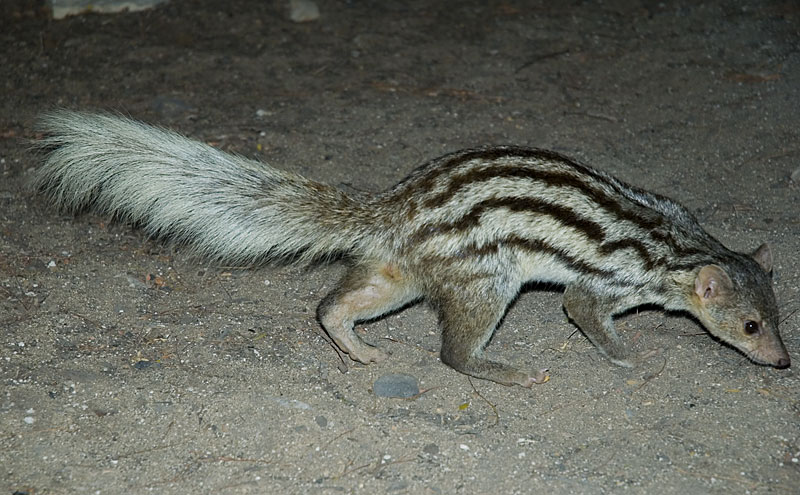
큰띠몽구스 (Galidictis grandidieri)

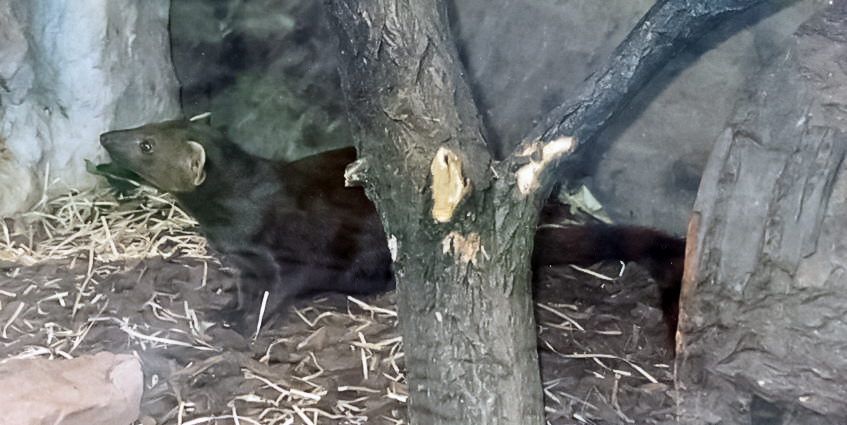
줄무늬꼬리몽구스 (Galidia elegans)

마다가스카르몽구스아과(Galidiinae)는 식육목에 속하는 아과 분류군의 하나로 마다가스카르섬에 제한적으로 서식하는 4속 6종을 포함하고 있다. 역시 마다가스카르에서만 발견되는 팔라노크아과 4종과 함께 고양이아목에 속하는 마다가스카르식육과를 이루고 있다. 마다가스카르몽구스아과 종들은 마다가스카르 육식동물 중에서 가장 종들로 일반적으로 몸무게가 600~900g 정도에 불과하다. 몸 움직임이 재빠르고, 다리가 짧으며 꼬리의 털은 길고 무성하다.
이들 특징의 일부는 아프리카 대륙과 유라시아 남부에 사는 몽구스(몽구스과)와 닮았으며, 2006년까지는 이 종들을 몽구스과로 분류했다. 그래서 이름에 "몽구스"라는 이름이 붙어 있다.

## 하위 분류
- 줄무늬꼬리몽구스속 (Galidia)
  - 줄무늬꼬리몽구스 (Galidia elegans)
- 띠몽구스속 또는 갈리딕티스속 (Galidictis)
  - 넓은띠몽구스 (Galidictis fasciata)
  - 큰띠몽구스 (Galidictis grandideri)
- 살라노이아속 또는 본시라속 (Salanoia)
  - 듀렐몽구스 또는 듀렐본시라 (Salanoia durrelli)
  - 갈색꼬리몽구스 또는 갈색꼬리본시라, 살라노 (Salanoia concolor)
- 좁은띠몽구스속 (Mungotictis)
  - 좁은띠몽구스 (Mungotictis decemlineata)